# Малката стъпка
„Малката стъпка“ (на английски: Smallfoot) е американска компютърна анимация от 2018 година, продуциран от Уорнър Анимейшън Груп и е разпространен от Уорнър Брос Пикчърс. Базиран е на непубликуваната детска книга Yeti Tracks на Серхио Паблос, филмът беше написан и режисиран от Кари Къркпатрик, озвучаващия състав се състои от Чанинг Тейтъм, Джеймс Кордън, Зендая, Комън, Леброн Джеймс, Дани Де Вито, Джина Родригез, Яра Шахиди, Ели Хенри и Джими Татро. Сюжетът проследява група от Йети, които се натъкват на човек, като всеки вид смята, че другият е просто мит.
Филмът е пуснат по кината в Съединените щати на 28 септември 2018 година. Той получи предимно позитивен прием от критиците и събра над 214 милиона долара по целия свят.

## Озвучаващи артисти
| Изпълнител           | Роля |
| -------------------- | --- |
| Чанинг Тейтъм        | Миго |
| Джеймс Кордън        | Пърси Патерсън |
| Зендая               | Мичи |
| Комън                | Дърводелеца |
| ЛеБрон Джеймс        | Гуанга |
| Джина Родригез       | Колка |
| Дани Де Вито         | Доргъл |
| Яра Шахиди           | Бренда |
| Ели Хенри            | Флийм |
| Джими Татро          | Торп |
| Патриша Хийтън       | Мама Мечка |
| Джъстин Ройланд      | Гари |
| Джак Куейд           | Пилот |
| Допълнителни гласове | Кели Холдън Башар Джонатан Кайт Джоел Маккрари Клеър Сера Джесика Тък Питър Етинджър Джонатан Магнум Ванеса Рагланд Люк Смит Рик Циф |

## Пускане
Филмът е пуснат на 28 септември 2018 г.

### Домашна употреба
„Малката стъпка“ е пуснат дигитално от iTunes, Movies Anywhere, Microsoft Store, Vudu, и Amazon Prime на 4 декември 2018 г., и на DVD, Blu-ray, Blu-ray 3D, 4K Ultra и Digital Copy на 11 декември 2018 г.